# The Atlantic (Evergrey)
The Atlantic è l'undicesimo album in studio del gruppo musicale svedese Evergrey, pubblicato nel 2019.

## Tracce
1. A Silent Arc – 7:47
2. Weightless – 6:41
3. All I Have – 6:15
4. A Secret Atlantis – 5:30
5. The Tidal – 1:06
6. End of Silence – 4:45
7. Currents – 5:29
8. Departure – 6:30
9. The Beacon – 5:23
10. The Ocean – 4:30